# 964 Pinocchio
964 Pinocchio é um filme japonês de cyberpunk lançado em 1991, pelo cineasta Shozin Fukui.

## Sinopse
Um ciborgue criado como escravo sexual, após não conseguir realizar os fins para os quais havia sido construído, é jogado fora por seus proprietários. Nas ruas, ele torna-se amigo de uma menina sem-teto, que possui ideias criminosas. Enquanto isso, a empresa que o produziu procura recuperá-lo, com o objetivo de providenciar sua destruição.

## Relançamento
A Unearthed Films relançou o filme em DVD nos Estados Unidos em 2007, numa edição ao estilo "single" na Cyberpunk Collection.

## Elenco
- Hage Suzuki  .... Pinocchio 964
- Onn Chan .... Himiko
- Kyoko Hara
- Koji Kita
- Ranyaku Mikutei